# اوک فلت (ویرجینیای غربی)
اوک فلت (به انگلیسی: Oak Flat) یک منطقهٔ مسکونی در ایالات متحده آمریکا است که در شهرستان پندلتن، ویرجینیای غربی واقع شده‌است.